# تپه مزرعه
تپه مزرعه مربوط به اوایل و اواسط دوران‌های تاریخی پس از اسلام است و در شهرستان بوئین‌زهرا، روستای حکیم آباد واقع شده و این اثر در تاریخ ۱۴ مرداد ۱۳۸۲ با شمارهٔ ثبت ۹۴۷۹ به‌عنوان یکی از آثار ملی ایران به ثبت رسیده است.